# Azelastine
Azelastine, được bán dưới tên thương hiệu Optivar, là một loại thuốc chủ yếu được sử dụng làm thuốc xịt mũi để điều trị viêm mũi dị ứng (sốt cỏ khô) và làm thuốc nhỏ mắt cho viêm kết mạc dị ứng. Các ứng dụng khác có thể bao gồm hen suyễn và phát ban da mà được uống bằng miệng. Khởi phát tác dụng là trong vòng vài phút khi được sử dụng trong mắt và trong vòng một giờ khi sử dụng trong mũi. Hiệu ứng kéo dài đến 12 giờ.
Các tác dụng phụ thường gặp bao gồm đau đầu, buồn ngủ, thay đổi khẩu vị và đau họng. Hiện tại không rõ liệu sử dụng có an toàn trong khi mang thai hoặc cho con bú. Nó là một thuốc kháng histamine thế hệ thứ hai và hoạt động bằng cách ngăn chặn sự giải phóng một số chất trung gian gây viêm bao gồm histamine.
Azelastine được cấp bằng sáng chế vào năm 1971 và được đưa vào sử dụng y tế vào năm 1986. Nó là có sẵn như là một loại thuốc gốc. Một chai 22 ml ở Vương quốc Anh có giá NHS khoảng 10,50 £ vào năm 2019. Tại Hoa Kỳ, chi phí bán buôn của số tiền này là khoảng 8,40 USD. Năm 2016, đây là loại thuốc được kê đơn nhiều thứ 267 tại Hoa Kỳ với hơn một triệu đơn thuốc.

## Sử dụng trong y tế
Thuốc xịt mũi Azelastine được chỉ định để điều trị tại chỗ các triệu chứng viêm mũi dị ứng theo mùa và viêm mũi dị ứng lâu năm, như chảy nước mũi, hắt hơi và ngứa mũi ở người lớn và trẻ em từ 5 tuổi trở lên. Ở một số quốc gia, nó cũng được chỉ định để điều trị viêm mũi vận mạch ở người lớn và trẻ em 12 tuổi. Thuốc nhỏ mắt Azelastine được chỉ định để điều trị tại chỗ viêm kết mạc dị ứng theo mùa và lâu năm.